# Europese heksenvervolging
De heksenvervolging heeft tussen circa 1450 en 1750 grote delen van Europa in haar greep gehad en vele tienduizenden slachtoffers geëist. De meeste schattingen lopen uiteen van 30.000 tot 60.000 geëxecuteerden waarvan ongeveer 80% vrouwen. De meeste van die vrouwen waren ouder (meestal rond de 60), zeer arm, alleenstaand en machteloos. Onder hen bevonden zich veel natuurgenezers met kennis van plantkunde, helers en vroedvrouwen die hielpen bij de zwangerschap.
De heksenvervolging vond niet, zoals veel mensen denken, grotendeels in de middeleeuwen plaats, maar voornamelijk in de vroegmoderne tijd.
Hekserij werd aanvankelijk gezien als het op bovennatuurlijke wijze uitroepen van kwaad over anderen. Rond 1375 werd daar door de hogere klasse aan toegevoegd dat de heksen een pact met de duivel gesloten zouden hebben. Een eerlijke procesgang vond echter niet plaats. Vaak waren de aanklagers tevens rechters. Belangrijke rechtsbeginselen zoals geformuleerd door onder andere Cesare Beccaria (1738-1794) zouden pas later ingang vinden en in algemeen geldende wetten worden vastgelegd.
De meeste van hekserij beschuldigden "bekenden" alle beschuldigingen, omdat ze gemarteld werden. Ook wezen zij tijdens de martelingen andere personen aan die zich zogenaamd inlieten met hekserij, die op hun beurt ook weer anderen zouden aanwijzen, hetgeen leidde tot processen met talloze onschuldig veroordeelden. Velen stierven reeds tijdens de martelingen. Indien ze zich na de bekentenis ook nog bekeerden, werden ze gewurgd, voordat ze verbrand werden en zouden ze nog in de hemel kunnen komen; bekeerden ze zich niet, dan belandde de heks levend op de brandstapel. Tot het eind van de 15e eeuw bleven de straffen meestal beperkt tot geldboetes, eventueel gevolgd door een verbanning. Pas later werden de dodelijke vervolgingen gebruikelijk.
Na 1490 werden de vermeende heksen er door de hogere klasse ook nog van beschuldigd vrijwillig geslachtsgemeenschap ("boelschap") met de duivel te hebben gehad, tijdens de heksensabbatten, occulte bijeenkomsten met ceremonieën, waarover de meest bizarre verhalen de ronde deden. Verdachten werden gedwongen de namen van andere deelnemers aan die sabbatten te noemen. Daardoor ontstonden er op grote schaal procesreeksen en massaprocessen. Ook kinderen, mannen, geestelijken en hoogwaardigheidsbekleders kwamen daarbij op de brandstapel.
Rond 1660 kwam het tot een grote mentaliteitsverandering bij de elite. Men werd sceptisch en verwierp het concept van onstoffelijke wezens. Hierdoor liet de elite zijn ideeën over duivelspact en heksensabbat varen. Rechters begonnen heksenprocessen tegen te werken en de wetgeving werd zodanig aangepast dat heksenprocessen steeds minder tot een veroordeling leidden. De marteling werd als methode bij strafrechtelijk onderzoek afgeschaft.
Rond 1720 waren er in Europa vrijwel nergens meer heksenprocessen. Het laatst gedocumenteerde geval betrof waarschijnlijk op 13 juni 1782 de veroordeling van Anna Göldi (1740-1782) in Glarus, Zwitserland; in een volgend geval in 1789 liet men de aanklacht verlopen. De ”macht van de openbare mening“ liet heksenprocessen inmiddels niet meer toe.
Over het aantal slachtoffers van de Europese heksenwaan en -vervolging, voor en tijdens de Renaissance, lopen de schattingen uiteen. Een enkele rechter, Nicolas Rémy, beroemde zich er in zijn boek Daemonolatria (Duivelsdienst, 1595) op dat hij in Lotharingen meer dan 800 van hekserij beschuldigde personen had laten verbranden. Volgens de Zweedse onderzoeker en filmmaker Benjamin Christensen, in 1922 de maker van het docudrama Häxan, beliep het totale aantal in de loop der jaren mogelijk zelfs 8 miljoen personen. Andere schattingen komen uit op lagere aantallen.
De 20e-eeuwse massapsycholoog Kurt Baschwitz zou ”de moorddadige geestesverbijstering“ van de heksenvervolgingen betitelen als ”een verdrongen complex van de westerse wereld“. Als overlevende van de Jodenvervolging tijdens de Tweede Wereldoorlog beschouwde hij de heksenvervolgingen als het meest voor de hand liggend vergelijkingsobject voor de massale verschijnselen van verstandsverbijstering.

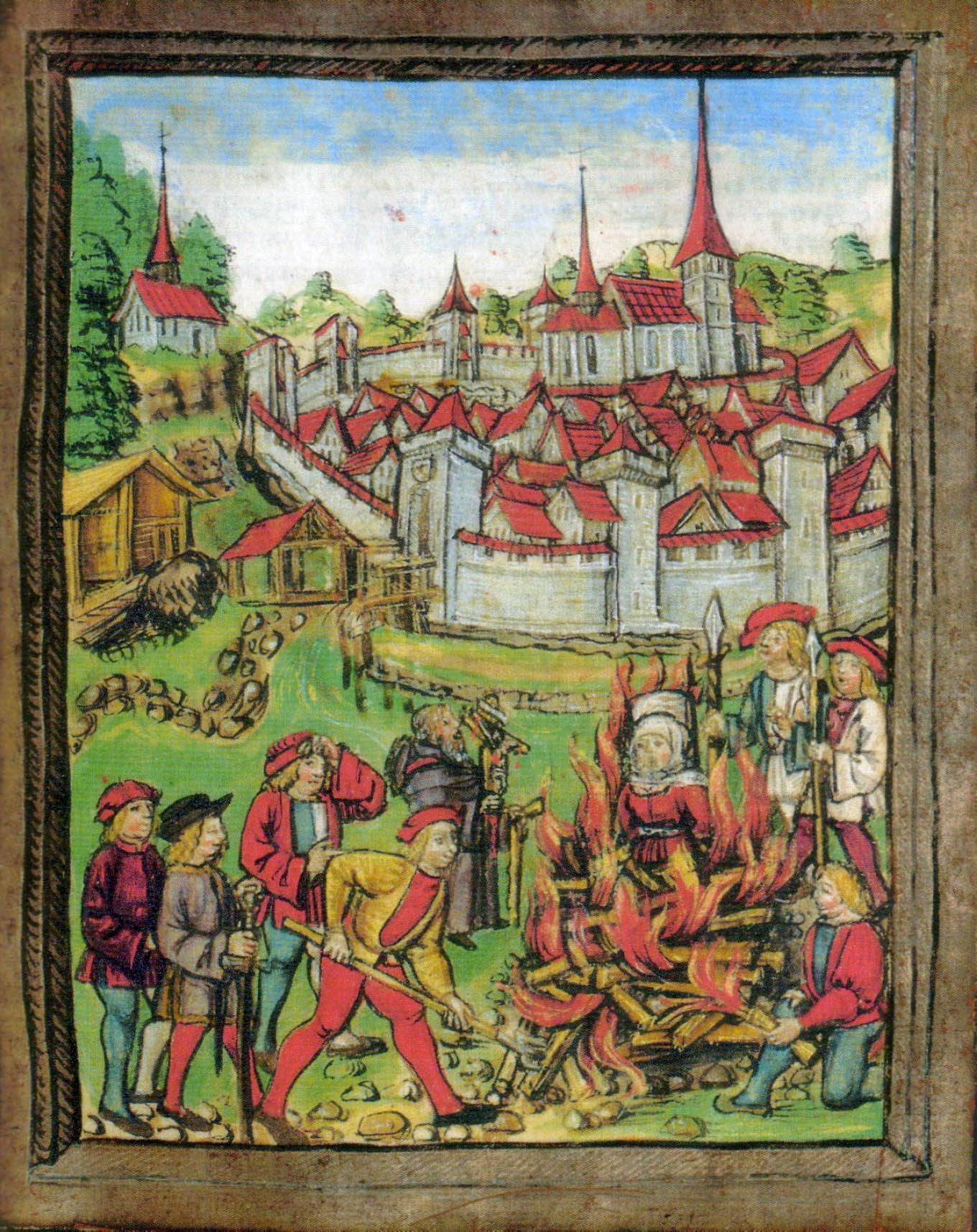
Verbranding van een heks in Willisau (Zwitserland), 1447
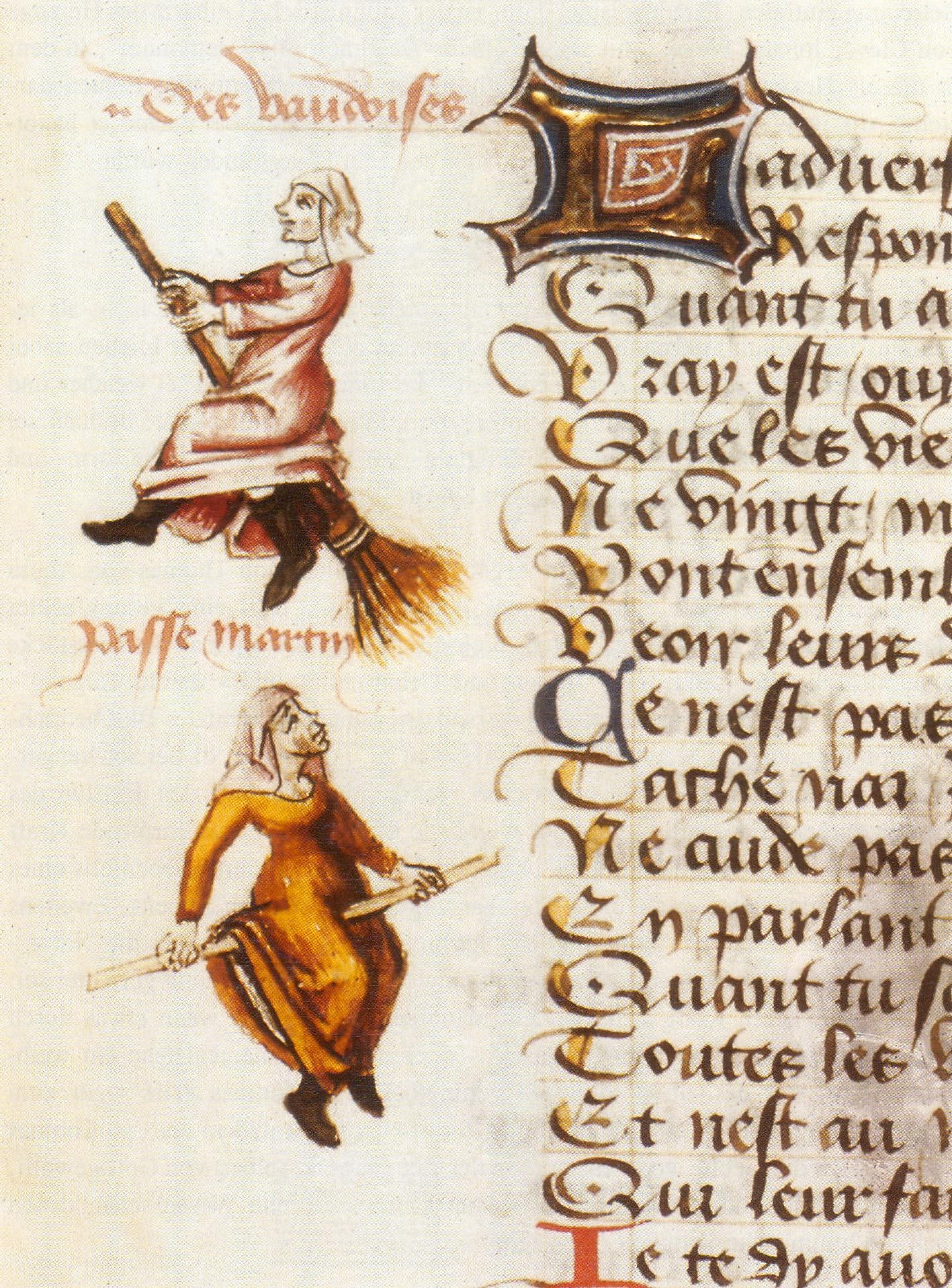
Op bezems vliegende heksen, 1451
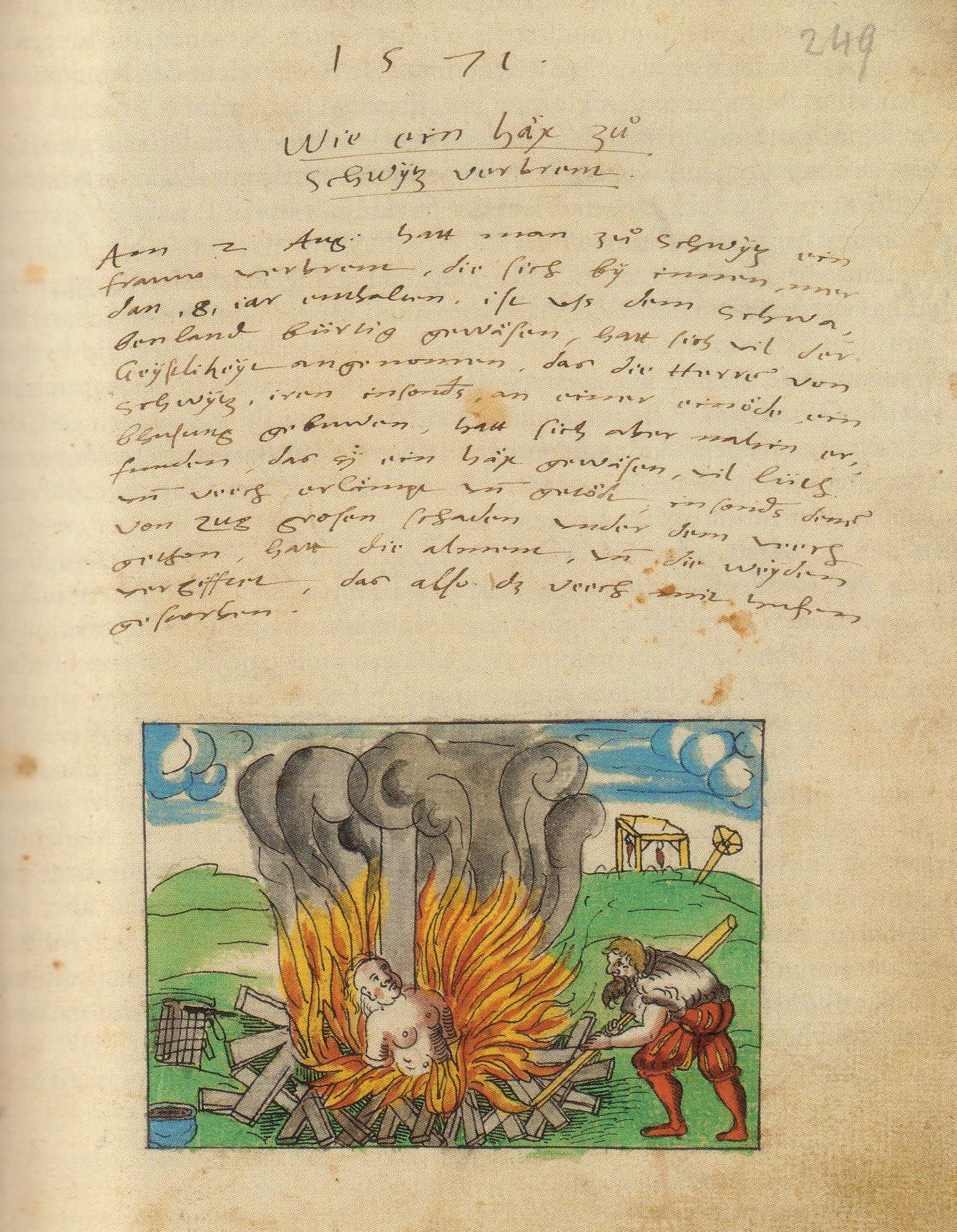
Margreth Wuriner in Zwitserland als heks verbrand, 1571
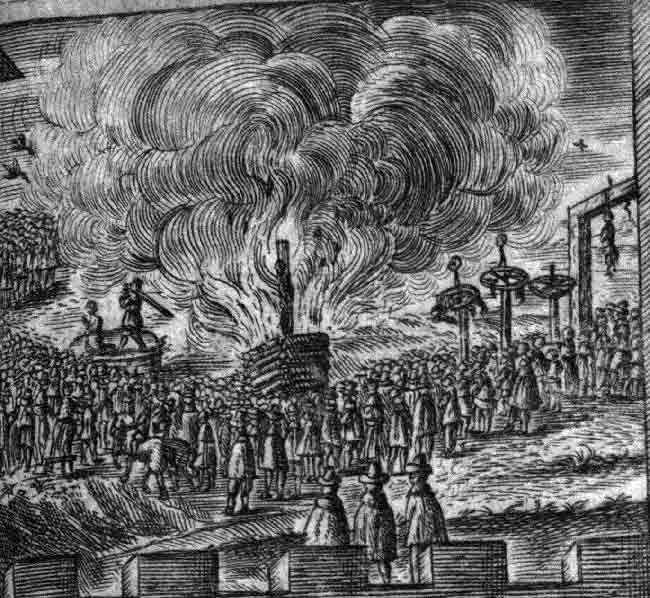
Heksenverbranding, 1662

## Voorgeschiedenis in de Oudheid
In de Griekse en Romeinse wetgeving was het belangrijk of iemand daadwerkelijk schade of letsel berokkend had. De "tovenarij", het maken van amuletten en het uitvoeren van bezweringen was immers een dagelijks onderdeel van de heidense religie. De intentie om iemand schade te berokkenen was niet genoeg en men werd doorgaans vrijgesproken. Maar in 184-183 en 180-179 v.Chr. werden grote groepen mensen geëxecuteerd in de beruchte veneficia-zaken. Livius heeft het in zijn werken over tweeduizend mensen. Vaak waren de beschuldigden afkomstig uit een minder gunstige sociale positie, zoals vrouwen, slaven en buitenlanders. Er heerste een sfeer van grote paniek in het land.
Een decreet van keizer Constantius II schreef voor dat bij het bestrijden van de Heidense godsdiensten alle "tovenaars" in Rome voor de wilde dieren geworpen moesten worden. In de provinciae zou hen het vlees met ijzeren haken van het lijf moeten worden gescheurd.
Reeds uit de Middeleeuwen zijn er gevallen bekend waarbij mensen werden veroordeeld op beschuldiging van zwarte magie. Een misoogst of de dood van een dier of een mens was vaak aanleiding tot het zoeken van een zondebok. Vaak bleef de straf echter beperkt tot verbanning of een geldboete. Ook zag men in de Middeleeuwen hekserij vaak als heidens overblijfsel, en was men onder clerus vaak zeker genoeg van de eigen waarheid om de hekserij als een obscuur fenomeen zonder reële uitwerking terzijde te schuiven.

## Aanloop tot de heksenvervolging, circa 1330-1450
Magiërs kwamen al voor in alle tijden en de meeste culturen, voor zover dit is nagegaan. Elk dorp had wel een magiër. Zij konden op bovennatuurlijke wijze ingrijpen in het dagelijkse leven. Witte magiërs genazen ziekten of ze vonden gestolen goederen terug. Zij zijn nauwelijks vervolgd.
Zwarte magiërs zouden mensen en dieren ziek maken of laten sterven, misoogsten veroorzaken of handelingen laten mislukken, zoals het karnen van boter uit melk. Men sprak van maleficiën. Deze maleficiën konden zij onder andere doen door aanraking, het uitspreken of opschrijven van een vervloeking, door poppen te maken van hun slachtoffer en daar pinnen in te steken, of door alleen maar ergens naar te kijken. Sommige heksen wisten zelf niet dat ze dit "boze oog" hadden. Verder zouden ze drankjes brouwen om conceptie te voorkomen, impotentie te veroorzaken, of om liefde aan te wakkeren dan wel te laten bekoelen.
Tot 1300 waren er geen heksenprocessen want zwarte magie werd in de dorpen bestraft door de burgerwacht of vigilante, of middels een wraakactie (vendetta).
Tussen 1325-1330 was er een aantal politieke showprocessen waarin vorsten hun tegenstanders ervan beschuldigden met hulp van de duivel samenzweringen tegen hen te smeden. Dit leek enigszins op de latere heksenprocessen.
Van de periode 1330-1375 zijn van 25 heksenprocessen in Europa de stukken bewaard gebleven. Heksen werden toen alleen van maleficiën beschuldigd. De heks kreeg daarvoor een passende straf. Een moord die gepleegd zou zijn door toverij werd hetzelfde bestraft als een moord die met een bijl was gepleegd. Mannen en vrouwen van elke rang en stand konden van hekserij beschuldigd worden. Tussen 1300-1400 was 50-60% van de heksen vrouw.
Na 1375 begon de dominicaanse inquisitie zich met de heksenvervolging te bemoeien. De geleerden (theologen, filosofen en rechters) geloofden niet dat zwarte magie en maleficiën mogelijk waren zonder de hulp van de duivel. Daarom beschuldigden zij de heksen ervan, dat zij een ketters pact met de duivel hadden gesloten. De heksen zouden de duivel aanbidden en in ruil daarvoor grote krachten krijgen om kwaad te doen. Rond 1400 was er al sprake van ketterse duivelsverering en van abortus (door kruidendrank) en het vermoorden van baby's om magische dranken te maken. De bekentenissen werden door marteling verkregen. Vanuit het volk kwam tussen 1375 en 1580 bijna nooit een aanklacht over duivelsverering, het volk klaagde alleen over maleficiën.
Tussen 1365 en 1428 zijn van slechts 84 heksenprocessen de stukken bewaard gebleven. Tussen 1430-1500 waren er 300 bewezen heksenprocessen in heel Europa. Tussen 1400-1500 was 60-70% van de heksen vrouw.

## Rechtsgang
Er waren kerkelijke en de wereldlijke gerechtshoven.
1. Het kerkelijke gerecht was de inquisitie. Deze was al rond 1250 door de kerk ingesteld tegen de ketterij en werd na 1375 ook ingezet tegen de heksen. Dominicanen en (vanaf 1600) jezuïeten hebben vele heksen naar de brandstapel gestuurd, in sommige Europese steden met honderden tegelijk op een dag.[7] De inquisitie ging uit van het inquisitoire recht. De verdachte had nauwelijks rechten en mocht gemarteld worden. Als een dergelijk proces eenmaal begonnen was, leidde dit (zeker in Duitsland) meestal ook tot een veroordeling.
2. Het wereldlijke gerecht was aanvankelijk gebaseerd op het accusatoire recht. Beide partijen waren gelijkwaardig en mochten getuigen oproepen. Wat hekserij betrof, moest er een aanklacht uit het volk komen door iemand die zich door de heks benadeeld voelde (middels maleficiën). Maleficiën kwamen echter op bovennatuurlijke wijze tot stand en lieten zich niet eenvoudig bewijzen want er konden geen ooggetuigen van zijn. Als de beschuldigde heks in de gemeenschap populairder was dan de aanklager, kon zij door het oproepen van getuigen terugslaan en de klager een proces wegens smaad aandoen. Er mocht niet gemarteld worden, dus aanklachten over een verbond met de duivel hadden weinig kans van slagen.

Na 1520 centraliseerden absolutistische vorsten de rechtspraak op een manier die hen meer controle over het volk gaf. Het wereldlijke gerecht werd toen in Europa grotendeels inquisitoir, behalve in Engeland, waar het oude accusatoire recht bleef bestaan. De overheid kon nu zelf op onderzoek uitgaan en zelf de aanklacht formuleren. Een aanklacht vanuit het volk was niet langer nodig, hoewel de meeste heksenprocessen nog altijd begonnen met een aanklacht uit het volk.

## Intensivering van de heksenvervolging circa 1450-1560
Na 1450 begon het aantal vervolgingen toe te nemen. Tussen 1460-1475 waren er al heel wat heksenprocessen geweest in Europa. Dominicanen waren daar als inquisiteur nauw bij betrokken. Geen dorp zou volgens hen vrij zijn van de heksenplaag.
Vanuit de hervormingsbeweging binnen de kerk (dominicanen en franciscanen) waren er sinds 1375 geschriften verschenen tegen de hekserij. Hierin was sprake van een verbond dat de heks met de duivel gesloten zou hebben. De heks zou de duivel aanbidden en in ruil daarvoor bijzondere krachten krijgen om kwaad aan te richten. Dit verbond werd ketters genoemd.
De dominicaanse orde was in 1216 opgericht om ketterij te bestrijden en werd in 1326 gemachtigd om heksen te vervolgen. Hun kruistocht tegen de hekserij werd geïmporteerd in de Alpen en de Pyreneeën, en werd pas sterk uitgebreid na de publicatie van de Heksenhamer (Malleus Maleficarum) en de impuls van de reformatie. In de 16e eeuw verspreidden protestantse evangelisten de heksenvervolging vanuit hun thuisland (Wittenberg, Genève en Zürich) elders in Europa, op de voet gevolgd door hun rivalen van de Contrareformatie, de jezuïeten.
De Heksenhamer, zonder kerkelijke goedkeuring gedrukt, was het bekendste boek omtrent de hekserij en verscheen in 1486. Hierin kwam steeds meer de nadruk te liggen op de vrouwelijke minderwaardigheid. De vrouw zou eerder voor de duivelse verleidingen bezwijken. Het verbond met de duivel werd als vaststaand beschouwd. Ook werden heksen beschuldigd van allerlei gruweldaden als het opeten van kinderen. Zij zouden meerdere moorden plegen, hagelbuien veroorzaken, seksuele relaties verhinderen en steriliteit veroorzaken. Omdat de duivel veel methodes had om de heks te laten zwijgen, werd martelen aanbevolen. Vanaf die tijd werden steeds meer oude, armlastige vrouwen als heks opgepakt.
Het heksen-skeptische boek The discoverie of witchcraft van Reginald Scot (1538-1599) vond ook gretig aftrek maar kon de bijgelovige volksangst niet keren.
Omdat Institoris en Sprenger, de auteurs van de Heksenhamer, bij hun heksenvervolging veel weerstand ondervonden, zelfs van een bisschop, wendden ze zich in 1484 voor ondersteuning tot Rome. De corrupte paus Sixtus IV werd in dat jaar opgevolgd door paus Innocentius VIII die voor hen de bul Summis desiderantes affectibus schreef waarin hij echter uitsluitend goedkeuring gaf aan opsporing, verbanning en andere straffen tegen personen die beschuldigd werden van magie en hekserij. De bul keurde verbranding en de doodstraf niet goed, maar bevestigde slechts de bevoegdheid van de inquisitoren inzake hekserij.
Bij het volk leefde het idee van het duivelsverbond niet of nauwelijks. Het volk klaagde alleen over maleficiën. Maar de elite (advocaten, rechters, theologen, filosofen, doktoren en wetgevers) kon zich niet voorstellen dat maleficiën zonder de hulp van de duivel konden plaatsvinden. Het hele idee van een pact met de duivel is decennialang door hen opgelegd. Als het volk na 1520 bij het (inquisitoire) gerecht kwam met een klacht over maleficiën, werd de aanklacht wegens een pact met de duivel altijd tijdens het proces door de rechters toegevoegd. De bekentenis hiervoor was door marteling eenvoudiger te verkrijgen dan het bewijzen van maleficiën.

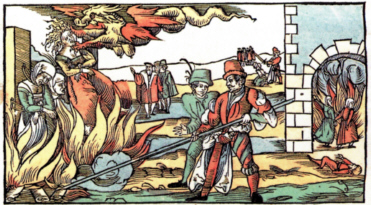
Afbeelding uit de Heksenhamer
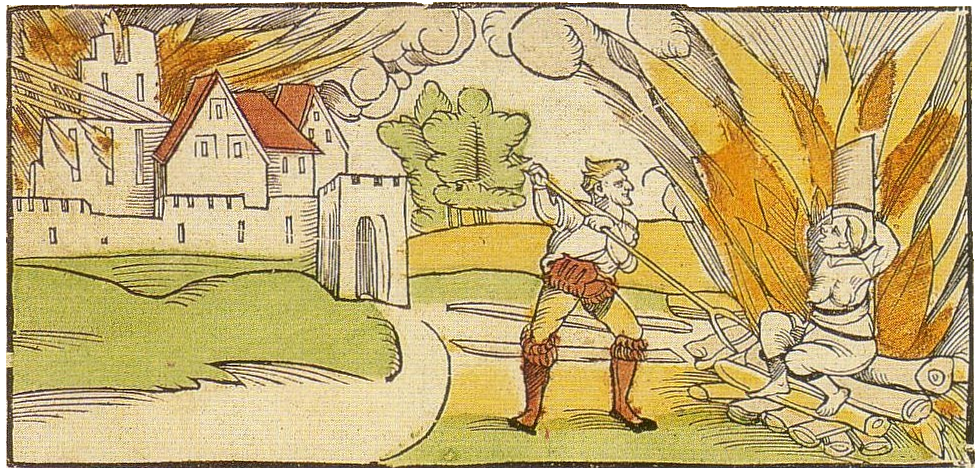
Brandende heks, 1533
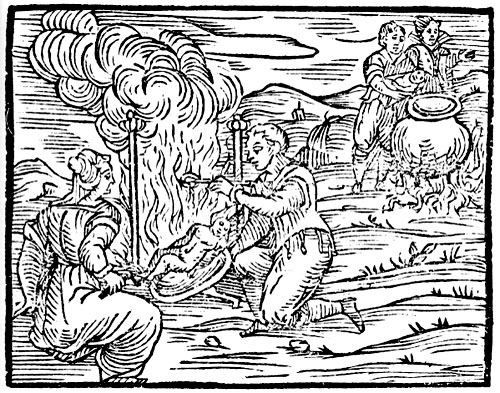
Heksen bezig baby's te koken om aldus vliegzalf te bereiden
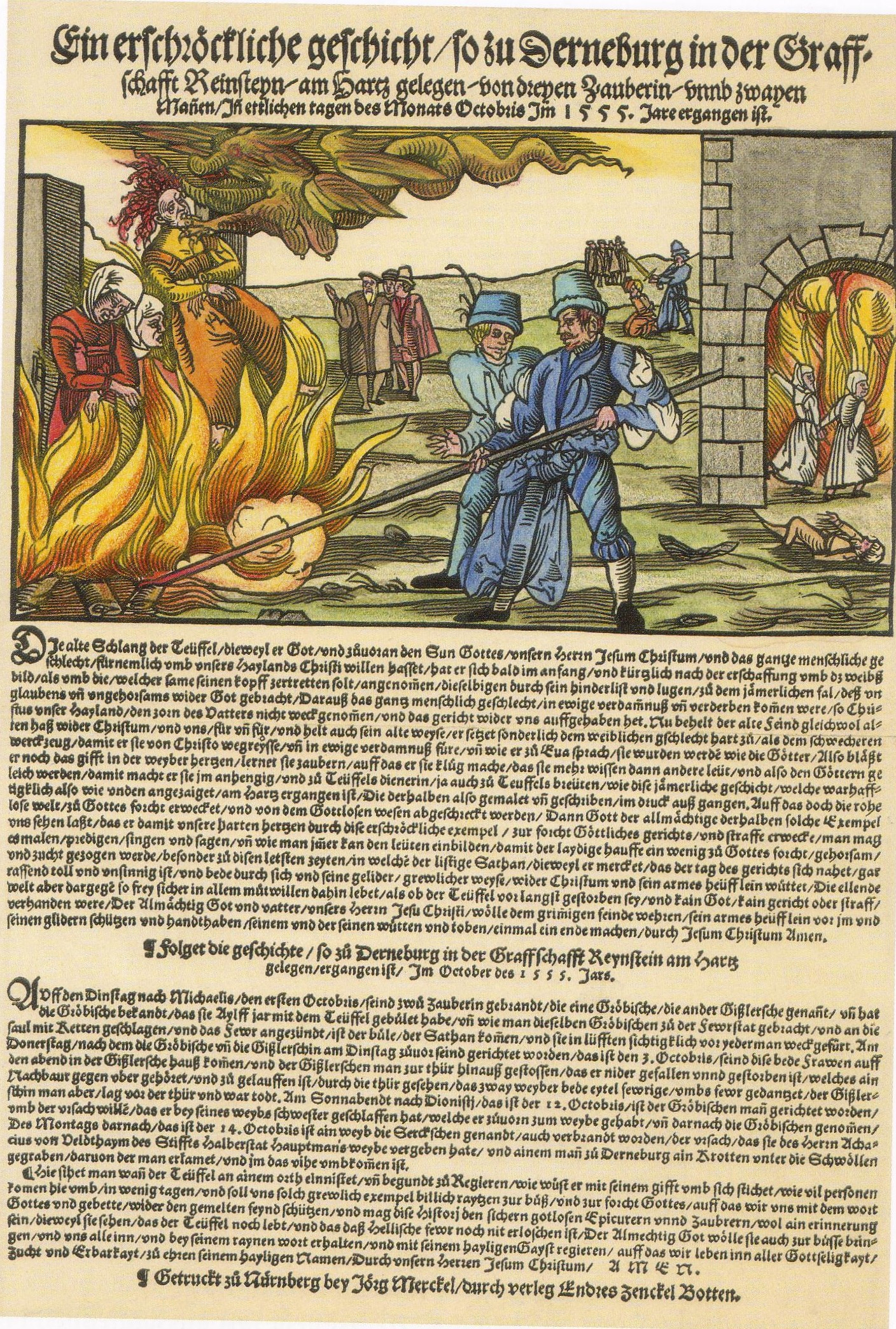
Derenburg, 1555

## Reformatie en protestantisme
De protestanten vonden dat God tijdens de schepping de macht van Satan in zijn grote plan had betrokken. Men moest dus geduldig lijden onder het kwaad en vertrouwen hebben in God. Toch vond de heksenvervolging zowel in de protestantse als katholieke gebieden van het Heilige Roomse Rijk plaats. In het koninkrijk Frankrijk, op het Italiaans schiereiland, in het koninkrijk Spanje, Navarra, Dalmatië, de republiek Venetië en andere katholieke staten kwamen heksenprocessen vanaf de hoge middeleeuwen geheel niet meer voor; ook hiervoor werden nauwelijks maatregelen ingevoerd. De Spaanse inquisitie en haar juristen wezen in de 16e eeuw heksenvervolging af. De verschillende protestantse confessies baseerden zich echter sterk op de verdorvenheid en werkzaamheid van de duivel in de wereld.
In de Republiek der Zeven Provinciën, de voorloper van het huidige Nederland, kwamen ook heksenprocessen voor. De Heksenwaag in Oudewater in de Republiek werd bekend. Bij de 17e-eeuwse heksenprocessen van Salem voerden puriteinen in de Britse koloniën in Noord-Amerika processen tegen vermeende heksen. Zowel in lutherse als calvinistische gebieden kwamen heksenprocessen grootschalig voor, hoewel zij pas relatief laat in luthers Scandinavië werden ingezet.
De Lagere Nederlanden, beneden de rivieren, en het huidige België, waren in deze periode wisselend in de handen van de Fransen, de Spanjaarden en de Nederlandse Republiek. De Republiek was overwegend en formeel protestants van geloof, en ging in die tijd anders om met de heersende heksenwaan, dan de katholieke zuidelijke landen.

## Verzet tegen de heksenvervolging
Er is altijd verzet geweest tegen de heksenvervolging, door de humanisten en ook door hoge geestelijken als bisschoppen. Sommige protestanten vonden dat hekserij niet in de Bijbel stond en dus onmogelijk kon bestaan. Deze mensen hebben de loop der gebeurtenissen echter nauwelijks beïnvloed en ze liepen het gevaar om zelf van hekserij beschuldigd te worden. Enkele bekende tegenstanders waren:
- Johannes Wier (1515-1588), een Nederlands arts;
- Cornelius Loos (1546–1595), een Nederlandse katholieke priester en theoloog;
- Balthasar Bekker (1634-1698), theoloog en predikant in Alkmaar, werd afgezet als predikant in 1692 toen hij zijn driedelige boek "De betooverde Weereld" publiceerde waarin hij heksenwaan en ander bijgeloof bekritiseerde. Hij was een voorloper van de Verlichting;
- Christian Thomasius (1655-1728), hoogleraar in het Duitse Halle, werd geïnspireerd door Wier en Bekker en schreef "De crimine magiae", waarin hij zich kantte tegen de heksenprocessen en folteringen.

## Heksensabbat

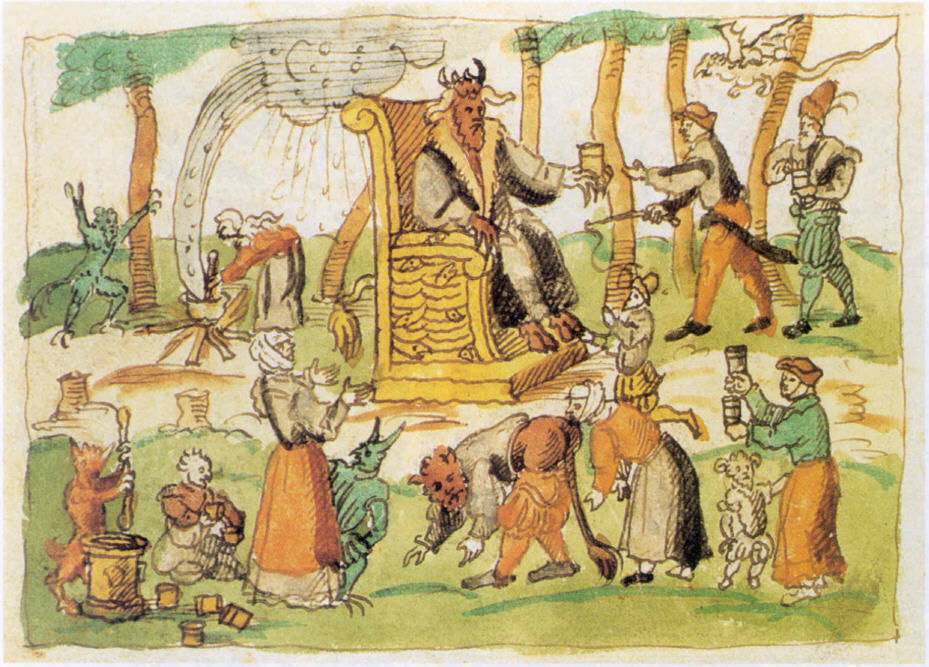
Heksensabbat, verering van de duivel in de gedaante van een bok en een kater

Na 1560 werden heksen beschuldigd van vrijwillige geslachtsgemeenschap met de duivel tijdens de heksensabbat. De heksen zouden middels een zalf, verkregen uit gekookte pasgeboren kinderen, kunnen vliegen naar bijeenkomsten waar ze met de duivel dansten en hem in de gedaante van een bok of kater aanbaden. Ze zouden er kindervlees verslinden en met de duivel en met elkaar geslachtsgemeenschap hebben. Deze beschuldigingen kwamen niet uit het volk voort, maar uit de geestelijkheid en de burgerij.
Zie ook: het vliegen van de heksen, heksenrit en heksenzalf.

## Waterproef, een godsoordeel
De waterproef was een godsoordeel. Godsgerichten (het tweegevecht, de vuurproef, de waterproef) waren overblijfselen van de Germaanse wetgeving. In 1215 werden ze door paus Innocentius III verboden, maar men ging gewoon door met de waterproef. Godsoordelen dienden als middel om de schuld van de aangeklaagde vast te stellen. God zou de onschuldige zeker komen redden. De beschuldigde werd met gebonden handen en voeten in het water gegooid en als ze bleef drijven was ze een heks en werd ze gemarteld of meteen geëxecuteerd. Als ze zonk was ze onschuldig. Ze werd dan met een touw naar boven getrokken en mocht naar huis. Het kwam voor dat de beschuldigde verdronk; in dat geval werd ze geacht naar de hemel te gaan en kreeg ze een christelijke begrafenis. Anderzijds konden zich in de kleding luchtbellen vormen waardoor de beschuldigde niet meteen zonk, wat reden was om haar schuldig te verklaren aan hekserij en terecht te stellen.
De waterproef werd in 1593 in Holland verboden en in 1595 in Brabant. Al in de Malleus Maleficarum uit 1486 was afgerekend met het godsoordeel de vuurproef.

## Martelen

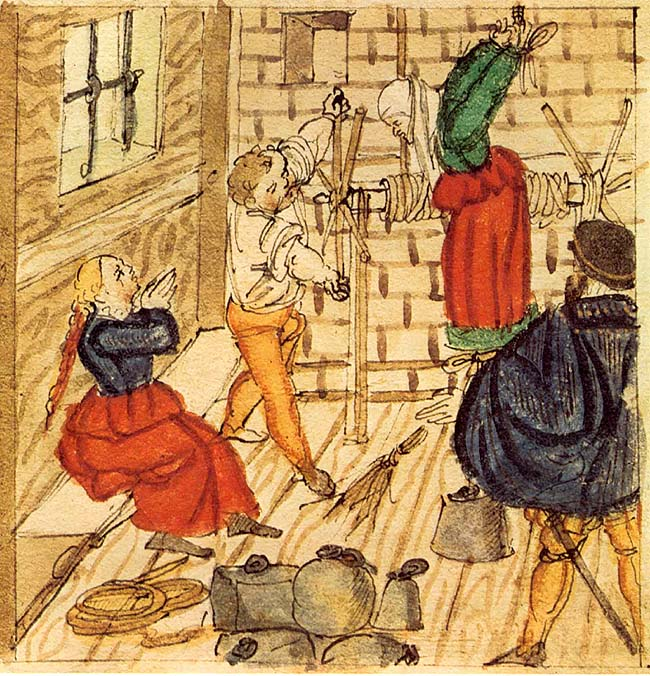
Marteling, 1577

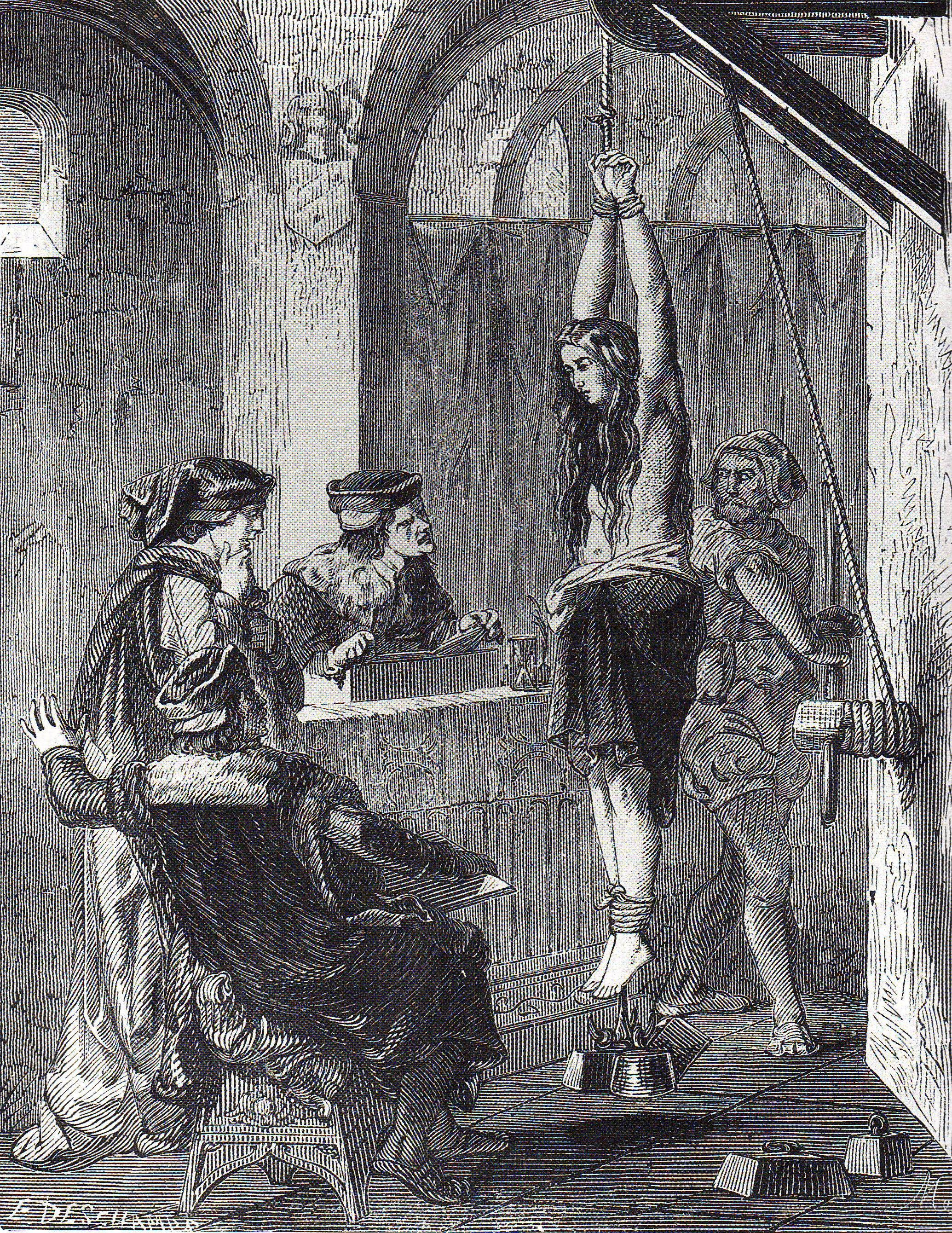
Pijnlijke ondervraging

Al in 1380 werd er door de inquisitie gemarteld om de heks te laten bekennen. In de Malleus Maleficarum werd martelen aanbevolen omdat men ervan overtuigd was dat de beschuldigden bijgestaan werden door de duivel die hen hielp om te zwijgen.
Aanvankelijk waren er in de wet nog een aantal beveiligingen ingebouwd tegen willekeurig gebruik van marteling. Deze beveiligingen vervielen echter na 1560.
Marteling was al toegestaan als de rechter het waarschijnlijk achtte dat de beklaagde schuldig was. Soms was één ooggetuige (die bijvoorbeeld beweerde dat hij of zij de beschuldigde een vervloeking had horen uitspreken of die de beschuldigde op een heksensabbat zou zijn tegengekomen) al voldoende. Allerhande "aanwijzingen" waren reden om de vermeende heks te martelen. Als ze niet kon huilen, als ze angst toonde, als ze vloekte, als een van haar ouders al eerder als heks veroordeeld was of als er geroddel was in het dorp.
Omdat de heksen er na 1560 ook van beschuldigd werden meegedaan te hebben aan heksensabbats, konden zij er door de marteling toe gedwongen worden de namen van andere deelnemers aan die bijeenkomsten te noemen.
Allerlei methodes werden toegepast. De vermeende heksen werden bijvoorbeeld gegeseld of in de palei gehangen. De palei was een katrol waarmee de verdachte die aan een touw hing, werd uitgerekt door hem op en neer te halen. De handen werden op de rug samengebonden en over het hoofd naar voren gebracht, met ontwrichting van de schouders tot gevolg. Daarnaast werd ook gebruikgemaakt van de halsband: de beschuldigde werd op een drieprikkel geplaatst en de handen werden op de rug gebonden; een lederen halsband met vijf rijen van elk twintig scherpe pinnen werd rond de hals geschoven. De halsband was aan de vier hoeken van de kamer bevestigd en de gefolterde werd nabij een vuur geplaatst. Iedere beweging veroorzaakte helse pijnen. Meestal legden de vrouwen onder druk van de pijn bekentenissen af. Als ze toegaf een relatie te hebben met de duivel, volgde de doodstraf.
Vaak was dreigen met marteling al voldoende om de beschuldigde te laten bekennen.
De rechters wilden van de vrouwen een echte bekentenis en een echte spijtbetuiging, want dan zou hun ziel gered zijn van de eeuwige verdoemenis. Het martelen was bedoeld voor de duivel en niet voor de vrouwen. Veel rechters waren mogelijk werkelijk begaan met het zielenheil van de heks. Hun bezorgdheid en zelfs troost kwamen pas na de bekentenis en waren dus niet bedoeld om hen een bekentenis te ontlokken.
Veel beschuldigden gingen zelf in hun schuld geloven. Mogelijk was er sprake van hersenspoeling, mogelijk konden de vrouwen geen andere verklaring vinden voor het feit dat God hen niet te hulp was gekomen dan door aan te nemen dat ze schuldig moesten zijn.
Martelen was in Engeland formeel verboden, hoewel men de beschuldigden soms sloeg en hen slaap en eten onthield.

## Wurgen en verbranden

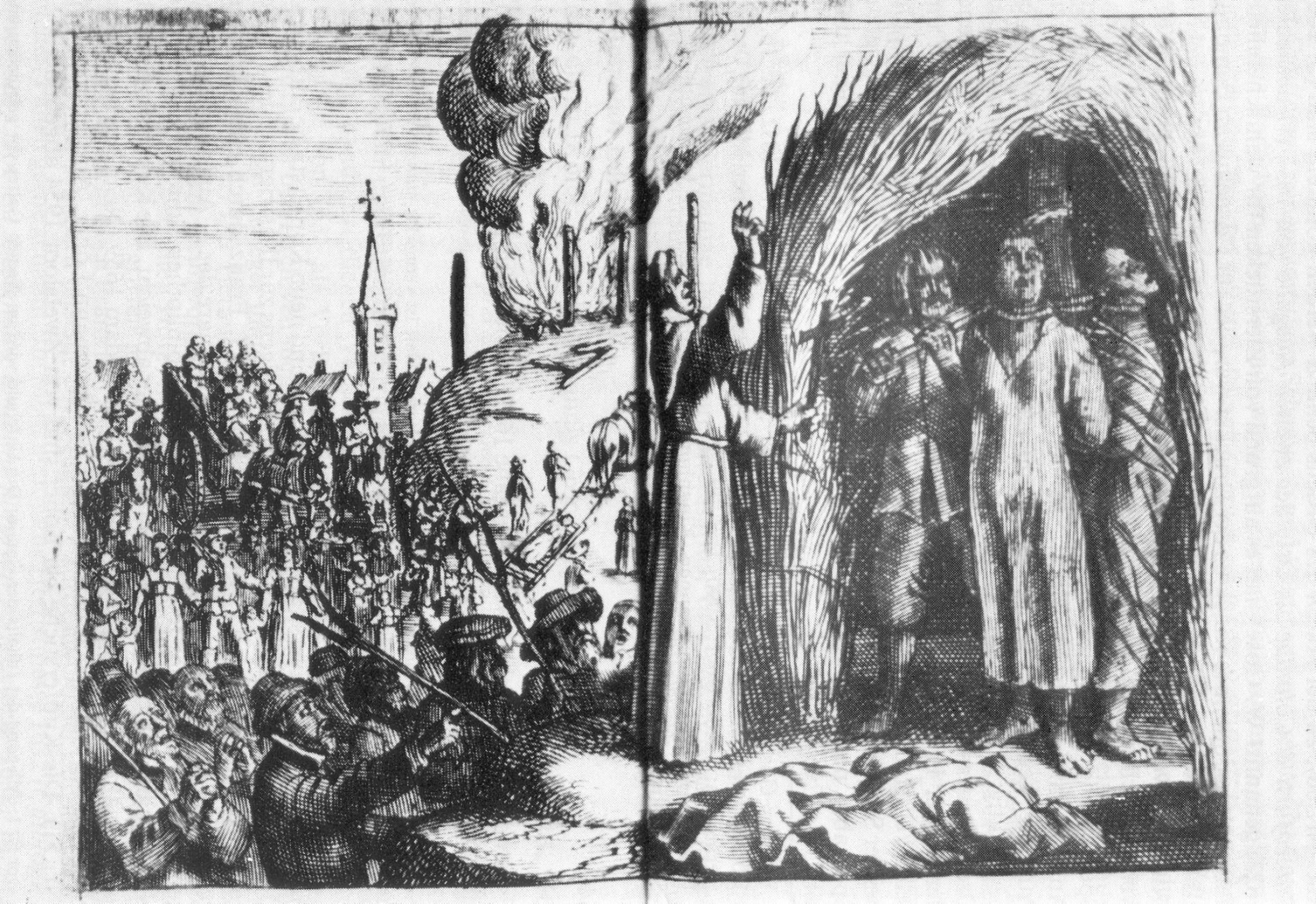
Heksenverbranding en wurging

De diepere doelstellingen van de heksenjagers waren bekentenis en spijtbetuiging door de heks. Heksen die niet alleen bekend hadden, maar zich ook nog bekeerden, werden bij wijze van gratie gewurgd voordat ze verbrand werden. Behalve als hun misdaden te groot waren, dan werden ze levend en bij volle bewustzijn verbrand. Het verbranden was nodig om hun ziel te bevrijden van de duivel zodat ze alsnog naar de hemel konden gaan. De kwade werken van de heks zouden met haar verbranding tenietgedaan worden. Ophangen was niet voldoende, want dan konden haar door de duivel verleende eigenschappen op haar kinderen overgaan.

## Het hoogtepunt van de heksenvervolging, 1560-1680
Na 1520 was de wereldlijke rechtspraak grotendeels inquisitoir geworden. De vorsten hadden professionele rechters aangesteld. Na 1560 ontstonden de grootste heksenvervolgingen. Inquisiteurs en juridische ambtenaren werden op pad gestuurd en gelastten in elke plaats de inwoners om verdachte personen aan te geven via een anonieme aanklacht.
Vanaf 1560 ontstond de angst dat er overal heksen waren en dat ze op het punt stonden om het land over te nemen. De geestelijkheid preekte hel en verdoemenis in de hoop de mensen op het rechte pad te krijgen. Er was grote angst voor zonde, duivel en hel. Uit die angst was het idee van de heksensabbat voortgekomen en de beschuldiging dat de heks vrijwillige geslachtsgemeenschap met de duivel had.
Aanvankelijk waren in de wet nog een aantal beveiligingen ingebouwd tegen willekeurig gebruik van marteling. Deze beveiligingen vervielen echter na 1560. Bij de "pijnlijke ondervraging" werden de heksen gedwongen om de namen van de andere deelnemers aan de heksensabbats te noemen. Die mensen werden vervolgens eveneens opgepakt en moesten ook weer namen noemen. Aldus ontstonden ketens van processen en massaprocessen. Er werden nu niet meer voornamelijk oude armlastige vrouwen vervolgd, er kwamen ook kinderen en mannen op de brandstapel. Zelfs geestelijken en hoogwaardigheidsbekleders bleven niet gespaard. Niemand was zijn leven meer zeker.
Na circa 1575 verspilde men op het continent geen tijd meer aan de lastig te bewijzen maleficiën. De wet werd gewijzigd. Er hoefden geen maleficiën meer bewezen te worden. Aanklachten uit het volk waren niet langer nodig. Elke omgang van de heks met de duivel was voldoende om haar op de brandstapel te brengen. Men begon meestal met een weerloze oude vrouw op te pakken, martelde haar tot ze de omgang met de duivel toegaf en andere namen noemde. Daarop volgde vanzelf een reeks van processen.
De eerste massa-heksenprocessen begonnen rond 1590. Daarna kwamen er complete "epidemieën" van processen. In gebieden waar de contrareformatie heerste, vonden de meeste massaprocessen plaats. De jezuïeten waren grote voorstanders van deze processen. Altijd bleven zich echter mensen tegen de heksenvervolging keren, waaronder de humanisten.
Doordat er nu ook mensen van voorname komaf op de brandstapel kwamen, gingen hun invloedrijke families een beroep doen op keizer Ferdinand II. Vanaf 1630 verbood deze de processen in die streken waar hij zijn invloed uitoefende.
Paus Urbanus VIII zond in 1636 twee Italiaanse kardinalen op inspectie die ontzet hun bevindingen rapporteerden. De heksenprocessen werden door de paus verboden. Daardoor kwam de heksenjacht in nog meer gebieden tot stilstand. In sommige protestantse gebieden in Noord-Duitsland en in het katholieke Beieren duurden ze echter nog voort tot 1720.
Vanaf 1560 was 80-90% van de beschuldigden vrouw. Tussen 1560-1580 vonden er alleen al in Duitsland duizenden heksenprocessen plaats.

## Heksenvervolging in de Nederlanden

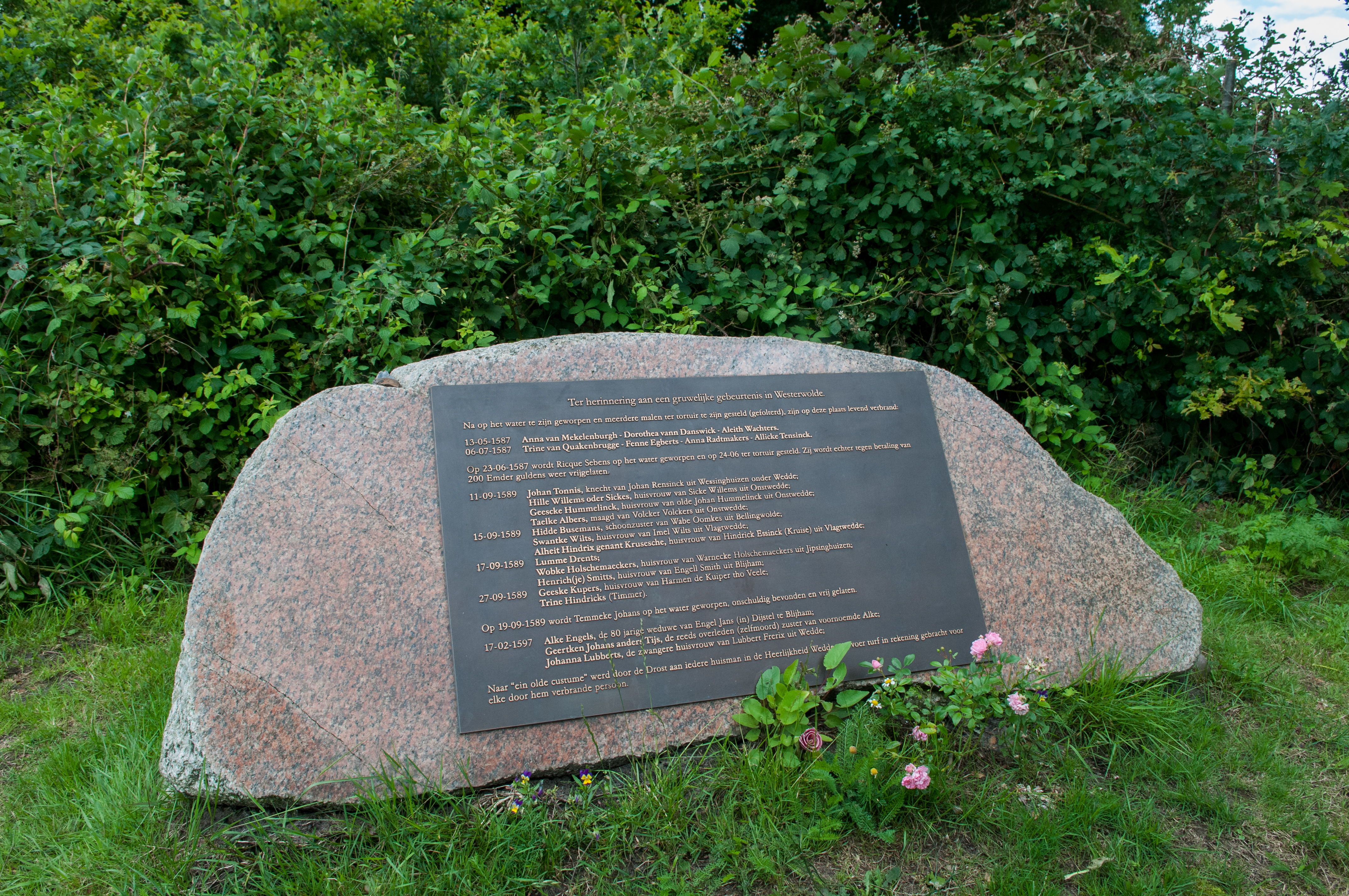
Onderaan de Geselberg bij Wedde ligt een gedenksteen voor de slachtoffers die op de berg levend zijn verbrand.

In heel huidig Nederland zijn ongeveer 250 heksenverbrandingen bekend, waarvan 100 in Limburg dat toen contrareformatorisch was en onder Spaans bewind viel. Dat is een relatief klein aantal, maar het is niet zeker dat alle nog bestaande archieven al ontdekt zijn. De vroegst bekende heksenverbranding was in 1495 in Leiden.
De laatste heksenprocessen in Nederland waren rond 1610. In andere landen in Europa gingen ze soms nog door tot 1720.
In de Spaanse Nederlanden moest volgens een decreet van Filips II uit 1570 permissie voor de marteling gevraagd worden aan een hogere rechtbank met beroepsjuristen. Een bekentenis onder marteling verkregen, kon daags erna herroepen worden. En dan kon alleen de hogere rechtbank een hernieuwde marteling toestaan. Daarna was marteling alleen nog toegestaan als er nieuw bewijs kwam. In 1592 kwam Filips II echter met een nieuw decreet waarin die veiligheidsmaatregelen voor de beschuldigden niet meer voor kwamen. Er werd alleen maar gemaand dat de sterk toegenomen hekserij harder aangepakt moest worden. In de Zuidelijke Nederlanden was er zodoende na 1592 een opleving van de heksenvervolging.
Volgens Monballyu's onderzoek stierven als gevolg van de heksenvervolging in het graafschap Vlaanderen in de periode van 1459 tot 1684 honderden slachtoffers op de brandstapel. 206 'heksen' werden verbrand en nog eens 23 stierven in gevangenschap in afwachting van hun proces.
Nadat de Hoge Raad martelen verbood kwamen heksenprocessen na het eind van de 16e eeuw in Holland bijna niet meer voor. In de Republiek der Zeven Verenigde Nederlanden zijn sinds het begin van de zeventiende eeuw nauwelijks nog heksen verbrand.

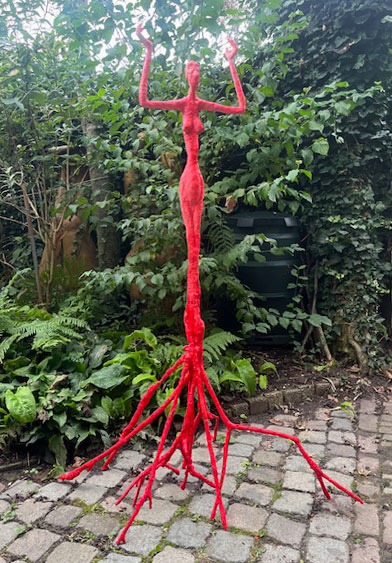
Monument voor Iken Henricx, gemaakt door Guusje Kaayk

### Links naar heksenprocessen in huidig Nederland
Massaprocessen:
- Heksenprocessen te Bredevoort (1610)
- Heksenprocessen te Roermond (1613)
- Heksenprocessen te Amersfoort en Utrecht (1591-1595)
- Heksenprocessen te Peelland (1595)
- Heksenprocessen in Westerwolde (1587-1597)

Processen tegen individuen:
- Marigje Arriens (1591)
- Iken Henricx (1597)
- Mechteld ten Ham (1605)
- Anna Muggen (1608)
- Entgen Luyten (1674)

### Links naar heksenprocessen in Vlaanderen
- Alfabetische lijst van ter dood gebrachte heksen in het hertogdom Brabant (Vlaams-Brabant en Antwerpen)
- Alfabetische lijst van ter dood gebrachte heksen in Belgisch Limburg
- Alfabetische lijst van ter dood gebrachte heksen in het graafschap Vlaanderen
- Het proces van Elisabeth Vlamyncx uit Ninove : https://www.slideshare.net/slideshow/elisabeth-vlamyncx-van-ninove-de-beroemdste-heks-van-vlaanderen-9ec4/270477026

### Links naar heksenprocessen elders in Europa
- Heksenvervolging elders in Europa, Wikibooks
- Heksenproces tegen Katharina Kepler

## De heksenvervolging loopt ten einde
In de 17e eeuw zou een einde komen aan de heksenvervolgingen in Europa. Na de Reformatie ontstond er steeds meer een cultuur van geestelijke vrijheid waarin bijgeloof werd gehekeld en ook steeds meer openlijk getwijfeld kon worden aan het gezag van bepaalde kerkelijke leerstellingen. Denkers die een pioniersrol vervulden waren Johannes Wier in Nederland en Christian Thomasius en Friedrich Spee von Langenfeld in Duitsland. Spee was de auteur van het aanvankelijk in 1631 nog anoniem gepubliceerd geschrift Cautio Criminalis dat zich tegen de heksenwaan en de heksenprocessen keerde.
In de Republiek der Zeven Verenigde Nederlanden zijn sinds ongeveer 1620 nauwelijks nog heksen verbrand. Dit vroege einde van de heksenvervolging zou veroorzaakt zijn doordat de Nederlandse regenten toen een dermate grote controle op de samenleving uitoefenden dat zij geen heksen als afschrikwekkend voorbeeld meer nodig hadden.
Rond 1660 kwam het tot een grote mentaliteitsverandering bij de elite in Europa.
- Binnen het Engelse protestantisme waren velen sceptisch: ze vonden de continentale opvatting over hekserij onaanvaardbaar want er stond niets over in de Heilige schrift.[13]
- Astronomen en natuurkundigen toonden dat het universum beheerst wordt door natuurwetten. Er ontstond een mechanisch, materialistisch wereldbeeld.[14] Waarneming en experiment werden belangrijker dan wat geleerden uit de klassieke oudheid ooit hadden beweerd. "Eerst zien, dan geloven" werd het motto. Men werd sceptisch. Het idee van een universum dat bevolkt was met onstoffelijke wezens als God en geesten die zich direct met ons dagelijks leven bemoeiden, verdween geleidelijk. Hierdoor verminderde de angst voor de duivel en liet de elite zijn ideeën over een duivelspact en de heksensabbat varen. Ook de vrouwenhaat verminderde. Men werd optimistischer, elk mysterie zou nu of in de toekomst logisch verklaard kunnen, zo hoopte men.
- Ook werden staat en godsdienst overal in Europa gescheiden zodat de rechters onafhankelijker werden.
- Er werden nog wel heksen aangeklaagd, vooral vanuit het volk, maar de rechters begonnen de heksenprocessen zo veel mogelijk tegen te werken. Eerst deden ze dat nog min of meer in het geheim om het volk niet tegen zich in het harnas te jagen, maar later werd de wetgeving zodanig aangepast[15] dat heksenprocessen steeds minder tot een veroordeling leidden. Soms werd zelfs de aanklager naar een gekkenhuis gezonden. De marteling werd afgeschaft. Rond 1720 waren er in Europa haast nergens meer heksenprocessen. De laatste terechtstelling van een heks in Europa vond in juni 1782 plaats in de Zwitserse plaats Glarus, waar Anna Göldi werd onthoofd.[16]

De geschriften van Balthasar Bekker hebben in belangrijke mate bijgedragen tot de omslag in het denken over hekserij.

## Plaatselijke rehabilitatie in de 21e eeuw

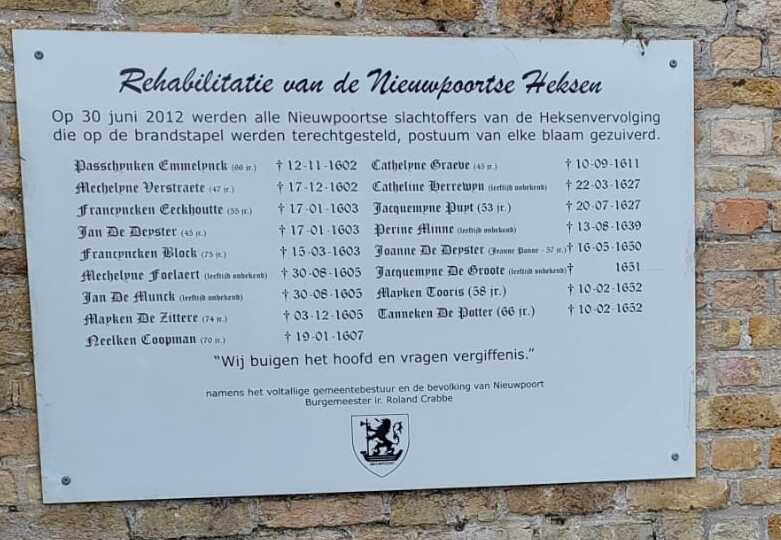
Bord over de rehabilitatie van Heksen in het Belgische Nieuwpoort.

In juni 2012 werden in Keulen de 38 heksen die vier eeuwen eerder ter dood waren veroordeeld, gerehabiliteerd door de gemeentelijke autoriteiten. Dit op initiatief van een plaatselijke protestante geestelijke. De heksenprocessen in de Domstad werden veroordeeld en alle veroordeelden in ere hersteld. Ook de Vlaamse stad Nieuwpoort zuiverde op 30 juni 2012 de naam van vijftien vrouwen en twee mannen die daar 360 jaar eerder waren verbrand. In Lier gebeurde een gelijkaardige rehabilitatie in 2021.